# Gyrocarpus angustifolius
Gyrocarpus angustifolius là một loài thực vật có hoa trong họ Hernandiaceae. Loài này được (Verdc.) Thulin miêu tả khoa học đầu tiên năm 1991.